# Richard Hilton
Richard Howard "Rick" Hilton (Los Angeles, Kalifornia, 1955. augusztus 17. –) amerikai üzletember, a Beverly Hills-i székhelyű Hilton & Hyland ingatlanközvetítő cég igazgatója és társtulajdonosa.

## Élete

### Korai évek
1955-ben született Los Angelesben Barron Hilton és Marilyn June Hawley hatodik gyermekeként; nyolcan vannak testvérek. Apai nagyapja, Conrad Hilton a Hilton Hotel tulajdonosa volt. 1978-ban végzett a Denver-i Egyetemen hotel és étterem menedzsment szakon.

### Munkássága
Hilton egy ingatlanbefeketetési banki cégnél, az Eastdil Securednél kezdte karrierjét New Yorkban, ahol intézmények részesedési ügyeivel és nyugdíjbiztosítással foglalkozott.
1984-ben alapította meg a Hilton Realty Investment nevű céget, amely ingatlankereskedelemre szakosodott. 1985. november 29-én a cég megszerezte a brókerlicencet. Ezt követően Hilton Jeffrey Hylanddal kezdett közös vállalkozásba Hilton & Hyland néven, s 1993. július 26-án megkapták a vállalati engedélyt cégük beindításához, amely becsült 2013-ban 2 milliárd dollár volt.
2006-ban a Williams & Williams Estates Group a Hilton & Hyland Real Estate Inc.-hez csatlakozott. A két vállalat közös együttműködésével az ingatlanpiac legversenyképesebb egysége jött létre.
Hilton gyártásvezető producerként volt jelen lányai televíziós műsoraiban.

### Magánélete
Los angelesi diákévei alatt ismerkedett meg későbbi feleségével, Kathy Avanzinoval, akivel  1979. november 24-én házasodtak össze. A párnak négy gyermeke született:
- Paris Whitney Hilton (New York, 1981. február 17.)
- Nicholai Olivia Hilton (New York, 1983. október 5.)
- Barron Nicholas Hilton II (New York, 1989. november 7.)
- Conrad Hughes Hilton III (New York, 1994. március 3.)

Kisebbik lánya révén két unokája van, Lily Grace Victoria Rothschild és Teddy Marilyn Rothschild (2017).
Feleségével bel air-i rezidenciájukban élnek.

## Fordítás
- Ez a szócikk részben vagy egészben  a   Richard Hilton című angol Wikipédia-szócikk fordításán alapul.  Az eredeti cikk szerkesztőit annak laptörténete sorolja fel. Ez a jelzés csupán a megfogalmazás eredetét és a szerzői jogokat jelzi, nem szolgál a cikkben szereplő információk forrásmegjelöléseként.